# Master Professional
Der Master Professional (M.Pro. / M.Pr. / M.P. oder M.Prof.) ist ein beruflicher Fortbildungsabschluss in Deutschland, der durch Prüfungen vor den Industrie- und Handelskammern (IHK) oder den Handwerkskammern (HWK) erworben werden kann. Der Abschluss richtet sich an Fach- und Führungskräfte, die sich nach einer beruflichen Erstausbildung weiterqualifizieren möchten und berechtigt zur Führung des Titels „Master Professional in …“ (z. B. „Master Professional in Betriebswirtschaft“, „Master Professional in Technik“). 

## Einordnung
Der Master Professional gehört zu den sogenannten höherqualifizierenden Berufsabschlüssen und entspricht der Stufe 7 des Deutschen Qualifikationsrahmens (DQR) sowie des Europäischen Qualifikationsrahmens (EQR). Er ist damit auf derselben Niveaustufe wie ein akademischer Masterabschluss, unterscheidet sich jedoch durch seinen starken Praxisbezug und die berufsorientierte Ausrichtung.

### Qualifikationsziele
Der Master Professional zielt darauf ab, beruflich erfahrene Fachkräfte für anspruchsvolle Management- und Führungsaufgaben zu qualifizieren. Absolventen sollen in der Lage sein, komplexe berufliche Aufgaben und Probleme selbstständig und verantwortlich zu bewältigen, Projekte zu steuern sowie strategische Entscheidungen zu treffen.

## Voraussetzungen
Voraussetzung für die Zulassung zur Prüfung zum Master Professional ist in der Regel eine abgeschlossene Berufsausbildung, einschlägige Berufserfahrung und eine Aufstiegsfortbildung, z. B. die Meisterprüfung. Die genauen Anforderungen können je nach Fachrichtung und Prüfungsordnung variieren.

## Prüfungsstruktur
Die Prüfungen bestehen in der Regel aus mehreren schriftlichen und mündlichen Teilen sowie praxisbezogenen Projektarbeiten. Diese sollen sicherstellen, dass die Absolventen sowohl über fundiertes theoretisches Wissen als auch über praxisorientierte Kompetenzen verfügen.

## Berufsbezeichnungen
Absolventen können je nach Fachrichtung unterschiedliche Titel führen, wie z. B.:
- Master Professional in Betriebswirtschaft
- Master Professional in Technik
- Master Professional in IT-Management
- Master Professional in Marketing und Vertrieb
- Master Professional in Berufspädagogik (Master Professional of Vocational Training) (CCR)

## Internationaler Vergleich
Der Master Professional ist auf DQR-Niveau 7 und damit gleichwertig mit einem akademischen Masterabschluss. Dennoch unterscheidet er sich durch seinen praxisnahen Fokus und ist international teilweise weniger bekannt.